# Nowy Młyn (Łask)
Nowy Młyn – niewielka część miasta Łask. Znajduje się w północnej części, przy ul. Rzecznej, nad Grabią, w połowie drogi między centrum Łasku a Kolumną.
Znajduje się tu młyn wodny, Gospodarstwo Rybackie Nad Grabią oraz gospodarstwo agroturystyczne.